# Landesuntersuchungsamt für Chemie, Hygiene und Veterinärmedizin
Das Landesuntersuchungsamt für Chemie, Hygiene und Veterinärmedizin (LUA) nimmt als Fachbehörde im Land Bremen Aufgaben im Verbraucherschutz wahr. Die Landesbehörde ist ein staatlicher Dienstleister im Verbraucherschutz und im Gesundheitsschutz für Mensch und Tier. Es ist angesiedelt beim Bremer Ressort für Gesundheit.
Es werden Laboruntersuchungen und Beurteilungen in der Lebensmittelüberwachung, Tierseuchenbekämpfung, ferner Überwachungsuntersuchungen für Im- und Export von Lebensmitteln und Futtermitteln über den Freihafen von Bremen und Bremerhaven (Grenzkontrollstellen der EU) durchgeführt. Ein weiterer Bestandteil des Aufgabenspektrums ist die Untersuchung von Grund- und Oberflächenwasser, Trinkwasser und Einleiter-Wässern.
Im LUA Bremen wird die Ausbildung von Biologielaboranten angeboten.
Das Landesuntersuchungsamt wurde als Zusammenschluss des Hygieneinstituts, des Staatlichen Veterinäruntersuchungsamtes und der Staatlichen Chemischen Untersuchungsanstalt gegründet und ist in die NoKo (= Norddeutsche Kooperation mit Niedersachsen, Hamburg, Schleswig-Holstein, Mecklenburg-Vorpommern, Berlin und Brandenburg) eingebunden. Hier bedient das LUA Bremen das Kompetenzzentrum Kaffee, Tee, Kakao, Schokolade und Fisch (Mikrobiologie).